# Poowong
Poowong är en ort i Australien. Den ligger i kommunen South Gippsland och delstaten Victoria, omkring 91 kilometer sydost om delstatshuvudstaden Melbourne. Antalet invånare är 587.
Runt Poowong är det glesbefolkat, med 14 invånare per kvadratkilometer.. Närmaste större samhälle är Nyora, nära Poowong.
Trakten runt Poowong består till största delen av jordbruksmark. Genomsnittlig årsnederbörd är 1 332 millimeter. Den regnigaste månaden är juni, med i genomsnitt 166 mm nederbörd, och den torraste är januari, med 57 mm nederbörd.